# Ивановка (Владимирский район)
Ивановка (укр. Іванівка) — село в Иваничевской поселковой общине Владимирского района Волынской области Украины.
Код КОАТУУ — 0721183405. Население по переписи 2001 года составляет 393 человека. Почтовый индекс — 45326. Телефонный код — 3372. Занимает площадь 8,7 км².

## История
В 1946 году указом ПВС УССР село Яневичи переименовано в Ивановку.
До 2020 года входило в Иваничевский район.